# Колхозная улица (Салават)
Колхо́зная улица (башк. Колхоз урамы) — улица в старой части города Салавата.

## История
Застройка улицы началась в 1950 году. Улица застроена двух- и трёхэтажными домами, имеется небольшой частный сектор (коттеджи).
На улице находится социальный отдел, банк — «ГазПромБанк», инкассаторский отдел, паспортный стол, центральный городской рынок, отдел выдачи медицинских полисов, оптовые торговые базы.

## Трасса
Колхозная улица начинается от улицы Дзержинского и заканчивается на улице Строителей.

## Транспорт
По Колхозной улице общественный транспорт не ходит. Движение транспорта двухстороннее.

## Примечательные здания и сооружения
- дом 1 — жилой трёхэтажный дом, в советские времена находилось КГБ
- дом 2 — банк «ГазПромБанк»
- дом 7 — городской социальный отдел
- дом 9 — центральный рынок Салавата
- дом 11 — паспортный стол
- дом 14 — ветеринарный магазин, салон цветов «Белая лилия»
- дом 22 — пункт выдачи страховых полисов жителям Салавата